# Donald Richard Herriott
Donald Richard Herriott (* 4. Februar 1928 in Rochester, New York; † 8. November 2007) war ein US-amerikanischer Physiker. 1960 gehörte er zu den Erfindern des Gaslasers.
Seine Eltern waren William und Lois (Denton) Herriott. Nachdem er bei der  US Navy gedient hatte, studierte er Physik an der Duke University und später Optik an der University of Rochester. Währenddessen arbeitete er bei Bausch & Lomb. Er heiratete Karis Smith, mit der er drei Töchter und einen Sohn hat. 1956 ging er als Troubleshooter und Berater für Optik zu den Bell Labs. 1960 erfand er zusammen mit seinen Kollegen Ali Javan und William R. Bennett den ersten CW-Laser, ein Helium-Neon-Laser, für den er 1977 den Outstanding Patent Award erhielt.